# Parque Estadual de Paracatu
O Parque Estadual de Paracatu (PE de Paracatu) é uma unidade de conservação de proteção integral da esfera estadual mineira criada em 2011, a área do parque se encontra dentro do município de Paracatu e do bioma Cerrado. O parque se encontra próximo a divisa entre Minas Gerais e Goiás, foi criado visando proteger e garantir os recursos hídricos do abastecimento de água de Paracatu, preservar a topologia da região e biodiversidade local.